# Chris Mullin
Christopher Paul Mullin (ur. 30 lipca 1963 w Brooklynie w Nowym Jorku) – amerykański koszykarz grający w lidze NBA, występujący na pozycjach rzucającego obrońcy, a potem niskiego skrzydłowego, obecnie generalny menedżer klubu Golden State Warriors.

## Kariera
W 1981 wystąpił w meczu gwiazd amerykańskich szkół średnich – McDonald’s All-American.
Mullin uczęszczał na St. John’s University w Nowym Jorku, gdzie trzykrotnie został wybrany Graczem Roku. W tym czasie był także członkiem olimpijskiej drużyny koszykówki, która zdobyła złoty medal na Igrzyskach w Los Angeles w 1984.
Wybrany z numerem 7. w drafcie w roku 1985 przez zespół Golden State Warriors, grał w tym zespole przez następnych 12 lat. Po niezbyt udanych pierwszych trzech latach, podczas których Chris zmagał się z problemami alkoholowymi, w 1988 nastąpił przełom. Władze klubu zatrudniły trenera Dona Nelsona, a do klubu dołączył nowy rozgrywający Mitch Richmond. Mullin zaś przesunął się na pozycję skrzydłowego. Przez następnych 5 lat, do 1993, zdobywał średnio ponad 25 punktów i ponad 5 zbiórek. Drużyna Wojowników corocznie awansowała do fazy playoffs. Mullin, Richmond i Tim Hardaway stworzyli słynne trio „Run TMC”. 
W 1992 wystąpił w drużynie olimpijskiej USA, nazywanej „Drużyną Marzeń” (Dream Team) i razem z nią zdobył w Barcelonie swój drugi złoty medal olimpijski. Pięciokrotnie grał w NBA All-Star Game; był wybierany do pierwszej piątki ligi (1992), dwukrotnie do drugiej piątki (1989 i 1991) oraz do trzeciej piątki (1990).
Po 1993 kariera Mullina, podobnie jak pozycja Warriors, straciła na impecie. Klub miał nowego wielkiego gracza – Chrisa Webbera, ale nie szło mu najlepiej. Potem do drużyny dołączył Latrell Sprewell i Mullin, w 1997, został sprzedany do Indiany. Po udanym pierwszym sezonie, pod wodzą Larry’ego Birda, kiedy to drużyna starła się w twardym boju z Chicago Bulls w finale konferencji, Chris grał coraz mniej. Wystąpił, co prawda, w swoim jedynym finale NBA – w 2000 przeciwko Los Angeles Lakers, ale po sezonie został sprzedany z powrotem do Warriors, gdzie w 2001 skończył karierę.
W 2004 Mullin został mianowany wiceprezydentem wykonawczym ds. koszykówki w swoim macierzystym klubie Golden State Warriors.
Wystąpił w 1995 w filmie Billy Crystala Zapomnij o Paryżu.
Jest żonaty, ma trzech synów i córkę. Mieszka w Danville w Kalifornii.

## Osiągnięcia

### NCAA
- Uczestnik:
  - NCAA Final Four (1985)
  - rozgrywek Sweet Sixteen turnieju NCAA (1983, 1985)
  - turnieju NCAA (1982–1985)
- Mistrz:
  - sezonu regularnego konferencji Big East (1983, 1985)
  - turnieju konferencji Big East (1983)
- Zawodnik Roku:
  - NCAA:
    - im. Johna R. Woodena (1985)[2]
    - według United States basketball Writers Association – USBWA (1985)[3]
    - według United Press International – UPI (1985)[4]

  - Konferencji Big East (1983–1985)[5]
- MVP turnieju Big East (1983)[6]
- trzykrotny zdobywca nagrody Haggerty Award (1983–1985)[7]
- Zaliczony do Akademickiej Galerii Sław Koszykówki (2011)[8]

### NBA
- Finalista NBA (2000)[9]
- 5-krotnie powoływany do udziału w meczu gwiazd NBA (1989–1993)[10]. Z powodu kontuzji nie wystąpił w 1993.
- Wybrany do:
  - I składu NBA (1992)[11]
  - II składu NBA (1989, 1991)[11]
  - III składu NBA (1990)[11]
  - Koszykarskiej Galerii Sław (Naismith Memorial Basketball Hall Of Fame - 2011)[12]
- Lider:
  - sezonu regularnego w skuteczności rzutów wolnych (1998)[13]
  - play-off w skuteczności rzutów:
    - za 3 punkty (1991)[14]
    - z gry (1994)[15]

  - wszech czasów klubu Warriors w liczbie: rozegranych spotkań (807), przechwytów (1360), strat (2110)[16]
- Zawodnik:
  - miesiąca NBA (styczeń 1989, listopad 1990)[17]
  - tygodnia NBA (22.01.1989, 17.12.1989, 11.11.1990, 10.11.1991)[18]

### Reprezentacja
- Mistrz:
  - olimpijski (1984[19], 1992[20])
  - Ameryki (1992)[21]
  - igrzysk panamerykańskich (1983)[22]
- Zdobywca Pucharu R. Williama Jonesa (1982)[23]
- Zwycięzca turnieju Seoul Invitational (1982)[23]
- Wybrany do Koszykarskiej Galerii Sław jako członek drużyny olimpijskiej z 1992 roku (Naismith Memorial Basketball Hall Of Fame - 2010)[24]
- Lider igrzysk olimpijskich w skuteczności rzutów za 3 punkty (1992 – 53,8%)[25]